# Ционистичка унија
Ционистичка унија (xеб.: המחנה הציוני, HaMaḥane HaẒioni) позната и као Ционистички камп је израелска политичка коалиција левог центра.

## Историја
Израелска лабуристичка партија и Хатнуа 10. децембра 2014. склопиле су коалицију формирајући заједничку листу за изборе у марту 2015. са надом да се смјени десничарски премијер Бенјамин Нетанјаху. Листа је направљена с циљем да створи велику изборну листу левог центра да би се лакше саставила нова влада. Лидерка Хатнуа Ципи Ливни изјавила је да и ова алијанса отворена и за друге странке. Ливни и лидер лабуриста Исак Херцог у почетку су били договорили да уколико победе изборе изврше ротацију на позицији премијера (Херцог би служио прву половину половину четверогодишњег мандата, а Ливни остале две године). Међутим 16. марта 2015. Ливни је најавила да ће Херцог служити цели мандат. Зелени покрет је такође пружио подршку овој листи.

## Програм
Програм коалиције се базира на три стуба: решавање економске кризе и смањење трошкова живота (социјални програм, државна интервенција у здравству и образовању), отпочети нове преговоре са Палестинцима (блокирање нових јеврејских насељавања у Западној обали и диалог са Палестинском Самоуправом преко Арапске лиге) и поправити дипломатске односе са САД и Европском унијом. Коалиција се такође залаже за потенцирање "зелене економије", легализацију истополних бракова и марихуане у медицинским сврхама.

## Избори 2015.
Ционистичка унија је поражена али је освојила друго место на изборима са 24 мандата иза Нетанјахуовог Ликуда који је победио изборе и саставио нову владу.
|              | Гласови | %     | Мандати |
| Избори 2015. | 786.313 | 18,67 | 24      |